# حيوان أليف (مانغا)
بيت (ペット Petto) هي سلسلة مانغا يابانيّة مكتوبة ومصورة من قبل رانجو مياكي. في عام 2020 تم بث مسلسل تلفزيوني من الرسوم المتحركة من قبل أستوديو جينو وتم عرضه جميع أنحاء العالم.

## القصة
القصة تدور حول الأشخاص الذين يمتلكون القدرة على الدخول في عقول الناس والتلاعب بذكرياتهم، يتم استخدام قوتهم لكي يتم التغطية على الحوادث والاغتيلات وغيرها من الأفعال، لا تنحصر تلك القوة في تدمير أرواح الآخرين فحسب بل وأيضًا يتعدى ضررها إلى إفساد قلوب مستخدميها كذلك، على مستخدمي تلك القوى أن يحموا قلوبهم الهشة وغير الأمنة كما لو كانوا مقيدين ببعضهم البعض، ويطلق عليهم “بيتس” (الحيوانات الأليفة) بسبب الخوف والاحتقار.

## الشخصيات
هيروكي (
أداء صوتي: Keisuke Ueda
تسوكاسا (
أداء صوتي: كيشو تانياما
ساتورو (
أداء صوتي: يوكي أونو
هاياشي (
أداء صوتي: ياسويوكي كاسي

## وسائل الإعلام

### المانغا
قام رانجو مياكي بتسلسل المانغا في شوغاكوكان لدى مجلة بيغ كوميك سبيرايتس. خمس مجلدات remastered edition نشرته Enterbrain في عام 2009.
| رقم | تاريخ الإصدار                                        | ردمك                                          |
| --- | ---------------------------------------------------- | --------------------------------------------- |
| 1   | 30 يناير 2003 (شوغوكان) 26 أكتوبر 2009 (إنتيربراين)  | ISBN 978-4-09-186651-6 ISBN 978-4-04-726088-7 |
| 2   | 30 يناير 2003 (شوغوكان) 26 أكتوبر 2009 (إنتيربراين)  | ISBN 978-4-09-186652-3 ISBN 978-4-04-726089-4 |
| 3   | 30 ماي 2003 (شوغوكان) 26 نوفمبر 2009 (إنتيربراين)    | ISBN 978-4-09-186653-0 ISBN 978-4-04-726126-6 |
| 4   | 30 سبتمبر 2003 (شوغوكان) 25 ديسمبر 2009 (إنتيربراين) | ISBN 978-4-09-186654-7 ISBN 978-4-04-726210-2 |
| 5   | 25 ديسمبر 2003 (شوغوكان) 29 يناير 2010 (إنتيربراين)  | ISBN 978-4-09-186655-4 ISBN 978-4-04-726278-2 |

### الأنمي
أعلن عن سلسلة الأنمي المُتلفز في آذار / مارس 2018. المسلسل سيكون من إخراج تاكاهيرو أوموري وكتابة سادايوكي موراي مع  تحريك وإنتاج جينو الاستوديو. جونيتشي هياما قام بتصاميم الشخصيات. . السلسلة سيكون عرضها الأول في عام 2019، وسيتم بث جميع أنحاء العالم من خلال أمازون فيديو.

## وصلات خارجية
- أنمي الرسمية في الموقع (باليابانية)